# Lodewijk van Amboise
Lodewijk van Amboise (Rochecorbon, 1392 - Thouars, 28 februari 1469) was van 1426 tot aan zijn dood burggraaf van Thouars. Hij behoorde tot het huis Amboise.

## Levensloop
Lodewijk was de zoon van Ingelger II van Amboise uit diens huwelijk met Johanna, dochter van Peter van Craon, heer van La Ferté-Bernard. Na de dood van zijn oom Peter II in 1426 erfde hij een groot aantal bezittingen, waaronder de heerlijkheid Amboise en het burggraafschap Thouars.
Hij vocht mee in de Honderdjarige Oorlog en streed vanaf januari 1429 aan de zijde van Jeanne d'Arc tijdens het Beleg van Orléans. Kort daarna voerde hij een samenzwering met André de Beaumont, heer van Lezay, en heer Anton van Vivonne. De drie hadden het plan opgevat om Georges de La Trémoille, een favoriet van koning Karel VII, en de Franse koning te ontvoeren en naar Amboise te brengen. Het complot werd echter ontdekt en het Parlement van Parijs veroordeelde hen in mei 1431 alle drie tot de doodstraf. Lezay en Vivonne werden geëxecuteerd, maar Lodewijk kreeg genade. Zijn straf werd omgezet in een levenslange celstraf en zijn bezittingen werden in beslag genomen. Lodewijk werd opgesloten in het kasteel van Amboise en later in Châtillon-sur-Indre. 
Lodewijks neef Peter van Amboise, heer van Chaumont-sur-Loire, besloot in te grijpen en viel samen met zestien andere edelen het kasteel van Chinon binnen, waar op dat moment Karel VII en La Trémoille verbleven. Ze ontvoerden La Trémoille en brachten hem naar het kasteel van Montrésor. Hij kwam pas vrij na het betalen van een hoge som losgeld en nadat hij moest beloven om Lodewijk vrij te laten, wat in 1434 effectief gebeurde. Hij kreeg het merendeel van zijn bezittingen terug, op Amboise, Château-Gontier en Civray na, die geannexeerd werden door de Franse koning.
Lodewijk overleed in februari 1469, zonder mannelijke erfgenamen na te laten. Na zijn dood werd het burggraafschap Thouars geannexeerd door koning Lodewijk XI van Frankrijk, die het aan zijn dochter Anna van Beaujeu schonk. Hij werd bijgezet in de Saint-Laonkerk van Thouars.

## Huwelijken en nakomelingen
Zijn eerste echtgenote was Louise van Rieux (overleden in 1465), dochter van Jan III van Rieux, maarschalk van Frankrijk. Het huwelijk verliep slecht; Lodewijk behandelde zijn vrouw brutaal en liet haar uiteindelijk opsluiten in het kasteel van Talmont. Desondanks kreeg het echtpaar drie dochters:
- Françoise (1427-1485), huwde in 1442 met hertog Peter II van Bretagne en werd daarna Karmelietenzuster
- Petronella, huwde in 1440 met Willem van Harcourt-Montgomery, graaf van Tancarville
- Margaretha (overleden in 1475), huwde in 1446 met Lodewijk I de La Trémoille

Op 5 mei 1465, vier maanden na de dood van zijn eerste echtgenote, hertrouwde Lodewijk met Colette van Chambes (overleden in 1471), dochter van Jan II van Chambes, heer van Montsoreau. Dit huwelijk bleef kinderloos.